# Genghis Hills
Die Genghis Hills sind bis zu 1305 m hohe Hügel im ostantarktischen Coatsland. In der Shackleton Range ragen sie südlich des Fuchs Dome und 6 km westlich der Stephenson Bastion auf.
Luftaufnahmen entstanden 1967 durch die United States Navy. Der British Antarctic Survey führte zwischen 1968 und 1971 Vermessungen durch. Das UK Antarctic Place-Names Committee benannte sie 1971 nach dem britischen Geodäten Graham Keith „Genghis“ Wright (* 1944), der an den Vermessungen zwischen 1969 und 1970 beteiligt und von 1968 bis 1971 auf der Halley-Station tätig war.